# Kenichi Haraguchi
Kenichi Haraguchi –en japonés, 原口 謙一, Haraguchi Kenichi– (26 de agosto de 1957) es un deportista japonés que compitió en judo. Ganó una medalla de bronce en el Campeonato Mundial de Judo de 1983, y una medalla de oro en el Campeonato Asiático de Judo de 1984.

## Palmarés internacional
| Campeonato Mundial  | Campeonato Mundial | Campeonato Mundial | Campeonato Mundial |
| Año                 | Lugar              | Medalla            | Categoría          |
| ------------------- | ------------------ | ------------------ | ------------------ |
| 1983                | Moscú ( URSS)      | Medalla de bronce  | –60 kg             |
| Campeonato Asiático |                    |                    |                    |
| Año                 | Lugar              | Medalla            | Categoría          |
| 1984                | Kuwait (Kuwait)    | Medalla de oro     | –60 kg             |